# رحلة الحذاق لمشاهد الأفاق
رحلة الحذاق لمشاهدة الآفاق هو كتاب رحلي من تأليف المؤرخ والدبلوماسي المغربي أبي القاسم الزياني (1734–1833م/ 1147–1249هـ)، يُعد من أبرز الأعمال في أدب الرحلة المغربي خلال القرن الثامن عشر. يجمع بين السرد الجغرافي والتأريخ السياسي والاجتماعي، ويُوثق مشاهدات الزياني في رحلاته الطويلة التي شملت مناطق واسعة من العالم الإسلامي وأوروبا. يُعتبر هذا الكتاب امتدادًا لتقليد أدب الرحلة المغاربي، ومصدرًا هامًا لفهم أحوال المغرب والمشرق خلال فترة التحولات السياسية الكبرى.

## محتوى الرحلة
وثق الزياني في هذا الكتاب رحلاته التي بدأت منذ شبابه، حين رافق والده في رحلة حج سنة 1169هـ، وشملت رحلاته لاحقًا مناطق متعددة: * المغرب: فاس، تطوان، الصويرة. * الجزائر: وهران، تلمسان. * تونس، طرابلس (ليبيا). * الدولة العثمانية: إسطنبول، دمشق. * الحجاز: مكة، المدينة المنورة. * العراق: بغداد. * اليمن، الحبشة (إثيوبيا)، الهند، الصين. * أوروبا: إيطاليا (ليفورنو)، فرنسا (مرسيليا)، البرتغال (لشبونة). سافر الزياني في مهمات دبلوماسية، أبرزها سفارته إلى الدولة العثمانية سنة 1786م، ودوّن في كتابه تفاصيل دقيقة عن المشاهدات الجغرافية والعمران والأسواق والعادات الاجتماعية والدينية والسياسية في البلدان التي زارها.

## الأسلوب
تميز أسلوب الكتاب بجمعه بين السرد الذاتي والموضوعية التاريخية، واستخدام لغة عربية فصيحة مشوبة بطابع مغربي. امتاز الزياني بالوضوح وحسن الوصف، مع نبرة تأملية ناقدة أحيانًا، كما وظف الاستعارات والتشبيهات البلاغية لتقوية المعنى. كما أن المؤلف لم يقتصر على الوصف الجغرافي بل قدّم تحليلات سياسية واجتماعية، وعبر عن مواقف نقدية من بعض مظاهر الانحطاط أو الخلل في المجتمعات التي زارها. وقد اعتُبر عمله من بين النصوص النادرة التي تقدم رؤية مغربية للعالم في عصر مضطرب.

## الأهمية التاريخية والفكرية
يعكس الكتاب صورة واضحة عن العالم الإسلامي وأوروبا في النصف الثاني من القرن 18م، خاصةً من منظور مغربي. وهو مرجع مهم للباحثين في التاريخ السياسي والجغرافي والدبلوماسي المغربي. وقد استخدمه مؤرخون وباحثون كمصدر رئيسي في دراساتهم عن المغرب والأندلس والدولة العثمانية.

## مخطوطات وتحقيقات
لم يُطبع الكتاب في طبعة حديثة كاملة، لكن تُوجد منه مخطوطة محفوظة في الخزانة الوطنية بالرباط تحت رقم 40، وقد استعان بها باحثون مغاربة في مقالاتهم وأطروحاتهم الجامعية. كما نُشرت مقاطع مختارة منه ضمن دراسات عن أدب الرحلة المغربي، وتُعد هذه النسخة من أهم المصادر المخطوطة التي تُوثّق تجربة مغربية فريدة في الترحال الدبلوماسي والمعرفي خلال القرن الثامن عشر.